# 颱風暹芭 (2004年)
颱風暹芭（英語：Typhoon Chaba，國際編號：0416，聯合颱風警報中心：19W）為2004年太平洋颱風季第十六個被命名的風暴。「暹芭」一名由泰國提供，是木槿花。

## 發展過程
8月18日，熱帶擾動97W於西北太平洋遠處形成，期後系統迅速發展。翌日（8月19日）早上，97W發展為一熱帶低氣壓，聯合颱風警報中心（JTWC） 給予其臨時編號為19W。
19W當時位於西北太平洋遠處，距離香港有5,000多公里。當時系統位於到副熱帶高壓脊南面，以時速15~20公里向西至西北偏西移動。強度方面，19W在良好的大氣環境下迅速發展。當晚系統隨即增強為熱帶風暴，日本氣象廳將其命名為暹芭。
當時衛星雲圖中顯示暹芭組織顯著好轉，對流亦進一步鞏固起來。翌日（8月20日）晚上，暹芭進一步增強為強烈熱帶風暴並發展出一中心冷雲蓋（CCC），區內雲頂溫度低至零下85度。
8月21日晚，暹芭加強為颱風，並且發展出一明顯而且圓大的低層風眼，並繼續向西北偏西移動，趨向關島。翌日（8月22日），暹芭在頗佳的大氣環境下迅速增強，暹芭在24小時內中心風力上升了75公里，氣壓亦下降了42hPa。當晚，佳芭增強至JTWC分級下的超級颱風，巔峰風速達到每小時155海浬（每小時285公里），發展出一直徑達250公里而且圓大的中心密集雲團區（CDO）及一圓大而且甚為清晰的無雲風眼，直徑達60公里。
同時系統亦發展成一大型熱帶氣旋，直徑達1,500公里。其後因暹芭移至垂直風切變中等的地區，因而停止增強，隨後數天中心風力維持於每小時210公里。當晚，暹芭移至副熱帶高壓脊的西南面，轉向西北移動。
8月25日，暹芭移至副熱帶高壓脊西面而轉向西北偏北移動，此時暹芭中心風力仍達每小時205公里之超級颱風強度。暹芭之超級颱風強度共維持了96小時，於8月26日晚減弱為一颱風，並再度轉回西北移動。
暹芭隨後在中等的垂直風切變下緩慢減弱。路徑方面，暹芭於8月28日早上減速轉向西北偏西移動，時速僅有5公里。另一方面，暹芭於8月28日發展出一雙風眼結構，外風眼直徑約80公里，內風眼直徑則約20公里。
翌日（8月29日），暹芭轉受副熱帶高壓脊之偏南氣流引導，轉向偏北移動。並於8月30日轉受西風槽引導而進一步轉向東北移動，暹芭於當日上午9時在日本鹿兒島縣市來串木野市登陸，並加速減弱，中心密集雲團區瓦解，風眼亦已被填塞，對流亦有所切離。下午4時半，暹芭於日本山口縣防府市登陸。
暹芭登陸後受到較差的大氣環境及地形影響，迅速減弱，當晚減弱為一強烈熱帶風暴，並進一步於翌日（8月31日）早上減弱為熱帶風暴，上午11時在日本北海道函館市登陸，上午11時半在日本北海道山越郡長萬部町登陸，同日下午以東北的移動路徑橫掃日本並轉化為溫帶氣旋。

## 影響

### 關島
暹芭於8月22日晚在關島以北100公里以內掠過，為當地帶來惡劣的天氣，而當地曾錄得每小時78公里的烈風。

### 日本
8月30日上午9時，暹芭在日本鹿兒島縣市來串木野市登陸，當地風力曾一度增至每小時133公里，氣壓亦降至972.3hPa。
暹芭橫掃日本期間共造成12人死亡，200多人受傷，近10萬民眾被迫暫離家園避難，由於滿潮和海水倒灌的雙重影響，屋宅房舍的水浸情形嚴重。九州地區的陸空交通幾乎陷入停頓狀態，至少540班航班取消，其中4班航班來往香港、上海及福岡。另外，火車及渡輪服務亦要中斷或延誤，高速公路關閉。

## 外部連結
- （日語）http://www.jma.go.jp/ （页面存档备份，存于） 日本氣象廳首頁
- （英文）http://www.usno.navy.mil/JTWC/ （页面存档备份，存于） 聯合颱風警報中心首頁
- （简体中文）https://web.archive.org/web/20120928121548/http://www.nmc.gov.cn/ 中央氣象台首頁
- （繁體中文）http://www.cwb.gov.tw/ （页面存档备份，存于） 中央氣象局首頁
- （繁體中文）http://www.hko.gov.hk/ （页面存档备份，存于） 香港天文台首頁
- （繁體中文）http://www.smg.gov.mo/ （页面存档备份，存于） 澳門地球物理暨氣象局首頁